# Мануела Саенс
Мануела Саенс (ісп. Manuela Sáenz, 27 грудня 1797, Кіто, Нова Гранада — 23 листопада 1856, Пайта, Перу) — латиноамериканська революціонерка, кохана Симона Болівара.

## Біографія
Незаконно народжена дитина. Після смерті своєї матері була відправлена в монастир в Санта-Каталіну, де навчалась грамоти. У 17 років залишила монастир і деякий час жила з батьком, який влаштував її одруження з англійським комерсантом Джеймсом Торном, який проживав у Лімі. Там Мануела вперше познайомилася з революційним рухом, ідеї якого стала розділяти. В 1822 році вона пішла від чоловіка і повернулася в Кіто, де зустріла Симона Болівара, стала його коханою. 25 вересня 1828 року вона врятувала Болівару життя під час нападу та отримала від нього прізвище Libertadora del Libertador («визволителька визволителя»). В 1834 році переїхала в невелике місто Пайту, де заробляла торгівлею солодощами та тютюном.
Померла в 1856 році під час епідемії дифтерії.

## Особисте життя
Мануела Саенс була бісексуальною. Жан Батіст Буссенго писав у своїх мемуарах про її «незрозуміло близькі стосунки» з подругами Полікарпою та Балтасарою. Після смерті Саенс стала символом не лише фемінізму, а й боротьби сексуальних меншин (включаючи гомосексуалів та трансгендерів) за свої права. Її ім'я використовувалося під час боротьби за та легалізацію одностатевих шлюбів у Еквадорі. Роберт Т. Конн писав, що немає чітких доказів того, що Мануела вступала в одностатеві стосунки, але зазначав, що вона мала «поведінкову бісексуальність».